# Expo Québec
Die Expo Québec ist eine Messeveranstaltung in der kanadischen Stadt Québec. Sie findet jeweils Ende August statt und ist der Landwirtschaft gewidmet. Austragungsort ist das Ausstellungsgelände ExpoCité im Arrondissement La Cité-Limoilou. Traditionellerweise bildet die Messe den Abschluss der Sommersaison. Die Veranstaltung umfasst neben dem landwirtschaftlichen Teil auch eine Warenmesse, einen temporären Vergnügungspark und verschiedene kulturelle Anlässe. Es werden jeweils rund 400.000 Besucher gezählt.

## Geschichte

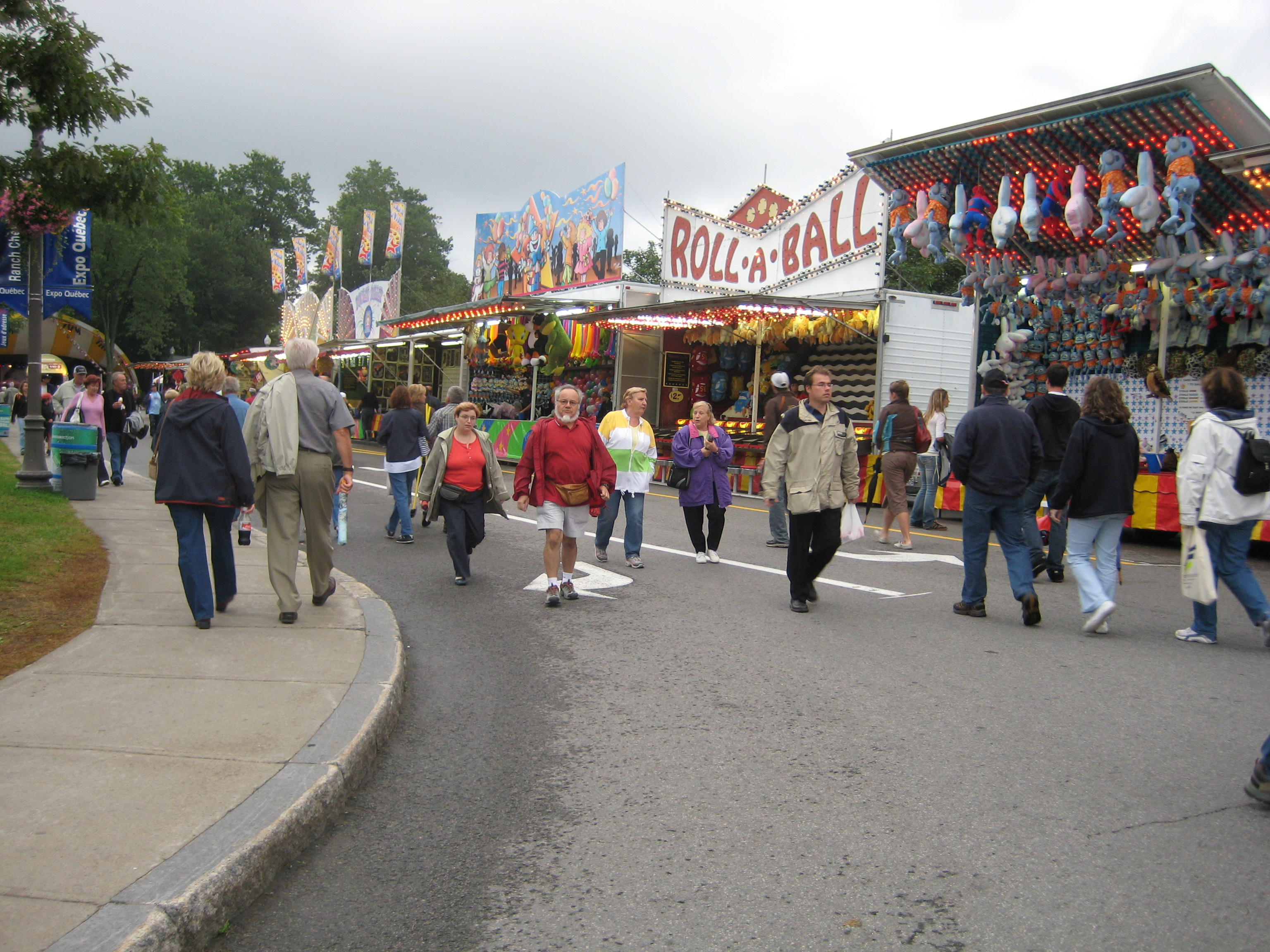
Marktstände bei der Expo Québec

Die erste Messe in Québec fand am 20. Oktober 1818 hinter der Reit- und Exerzierhalle Manège militaire de Québec auf der Abraham-Ebene statt und wurde von der Société d’agriculture de Québec organisiert. In den 1850er Jahren folgten Ausstellungen in verschiedenen Städten der Provinz. Québec war erstmals 1854 Gastgeber und wechselte sich in der Folge mit Montreal ab.
Auf Anregung von Senator Auguste Landry wurde 1892 die Ausstellungsgesellschaft Compagnie de l’Exposition de Québec gegründet. Die erste Expo Québec fand 1894 statt, wieder auf der Abraham-Ebene. 1898 erwarb die Gesellschaft ein Gelände namens Propriété Gowen, den heutigen Standort der ExpoCité. 1898 war das Gelände erstmals Schauplatz der Landwirtschaftsmesse, die mit den Jahren immer größere Bedeutung erlangte. 1911 kaufte die Stadt Québec das Gelände.